# Verbandsgemeinde Rüdesheim
Die Verbandsgemeinde Rüdesheim ist eine Gebietskörperschaft im Landkreis Bad Kreuznach in Rheinland-Pfalz. Der Verbandsgemeinde gehören 32 eigenständige Ortsgemeinden an, der Verwaltungssitz ist in der namensgebenden Gemeinde Rüdesheim an der Nahe.
Zum 1. Januar 2017 wurden fünf Gemeinden aus der gleichzeitig aufgelösten Verbandsgemeinde Bad Münster am Stein-Ebernburg eingegliedert.

## Verbandsangehörige Gemeinden
| Ortsgemeinde               | Fläche (km²) | Einwohner |
| -------------------------- | ------------ | --------- |
| Allenfeld                  | 2,98         | 203       |
| Argenschwang               | 4,25         | 356       |
| Bockenau                   | 9,66         | 1.188     |
| Boos                       | 1,11         | 351       |
| Braunweiler                | 4,68         | 622       |
| Burgsponheim               | 1,10         | 216       |
| Dalberg                    | 2,30         | 216       |
| Duchroth                   | 9,68         | 553       |
| Gebroth                    | 2,38         | 146       |
| Gutenberg                  | 4,18         | 1.039     |
| Hargesheim                 | 2,58         | 2.923     |
| Hergenfeld                 | 5,89         | 502       |
| Hüffelsheim                | 6,55         | 1.294     |
| Mandel                     | 6,33         | 914       |
| Münchwald                  | 1,46         | 274       |
| Niederhausen               | 5,31         | 589       |
| Norheim                    | 3,15         | 1.596     |
| Oberhausen an der Nahe     | 3,31         | 356       |
| Oberstreit                 | 1,01         | 284       |
| Roxheim                    | 5,94         | 2.808     |
| Rüdesheim                  | 3,47         | 2.632     |
| Sankt Katharinen           | 1,70         | 371       |
| Schloßböckelheim           | 4,76         | 381       |
| Sommerloch                 | 2,53         | 388       |
| Spabrücken                 | 16,61        | 1.176     |
| Spall                      | 14,26        | 196       |
| Sponheim                   | 14,35        | 761       |
| Traisen                    | 2,86         | 595       |
| Waldböckelheim             | 18,58        | 2.165     |
| Wallhausen                 | 10,30        | 1.566     |
| Weinsheim                  | 9,28         | 1.788     |
| Winterbach                 | 14,51        | 485       |
| Verbandsgemeinde Rüdesheim | 197,06       | 28.934    |

(Einwohner am 31. Dezember 2023)

## Geschichte
Die Verbandsgemeinde Rüdesheim entstand im Rahmen der in den 1960er Jahren begonnenen Funktional- und Gebietsreform mit dem Achten Landesgesetz über die Verwaltungsvereinfachung im Lande Rheinland-Pfalz vom 28. Juli 1970, in Kraft getreten am 7. November 1970, durch den Zusammenschluss der ehemaligen Ämter Waldböckelheim und Wallhausen sowie neun Gemeinden des Amtes Rüdesheim und drei Gemeinden des Amtes Winterburg.
Am 1. Januar 2017 wurden Duchroth, Niederhausen, Norheim, Oberhausen an der Nahe und Traisen aus der aufgelösten Verbandsgemeinde Bad Münster am Stein-Ebernburg eingegliedert.

## Bevölkerungsentwicklung
Die Entwicklung der Einwohnerzahl bezogen auf das Gebiet der heutigen Verbandsgemeinde Rüdesheim; die Werte von 1871 bis 1987 beruhen auf Volkszählungen:
| Jahr | Einwohner |
| 1815 | 11.272    |
| 1835 | 15.780    |
| 1871 | 17.205    |
| 1905 | 17.667    |
| 1939 | 17.357    |
| 1950 | 19.296    |

| Jahr | Einwohner |
| 1961 | 20.168    |
| 1970 | 23.073    |
| 1987 | 25.704    |
| 1997 | 27.941    |
| 2005 | 28.772    |
| 2023 | 28.934    |

## Verbandsgemeinderat
Der Verbandsgemeinderat Rüdesheim besteht aus 36 ehrenamtlichen Ratsmitgliedern, die bei der Kommunalwahl am 9. Juni 2024 in einer personalisierten Verhältniswahl gewählt wurden, und dem hauptamtlichen Bürgermeister als Vorsitzendem.
Die vorzeitige Wahl 2018 (statt 2019) wurde durch die Aufnahme der fünf neuen Ortsgemeinden aus der ehemaligen Verbandsgemeinde Bad Münster am Stein-Ebernburg notwendig.
Die Sitzverteilung im Verbandsgemeinderat:
| Wahl | SPD | CDU | GRÜNE | FDP | FWG | Gesamt   |
| ---- | --- | --- | ----- | --- | --- | -------- |
| 2024 | 8   | 17  | 3     | 1   | 7   | 36 Sitze |
| 2018 | 9   | 20  | 2     | –   | 5   | 36 Sitze |
| 2014 | 12  | 17  | 1     | –   | 6   | 36 Sitze |
| 2009 | 12  | 16  | –     | 2   | 6   | 36 Sitze |
| 2004 | 14  | 14  | –     | 2   | 6   | 36 Sitze |

- FWG = Freie Wählergemeinschaft Verbandsgemeinde Rüdesheim/Nahe e. V.

## Bürgermeister
Hauptamtlicher Bürgermeister der Verbandsgemeinde Rüdesheim ist seit 2008 Markus Lüttger (CDU). Bei der Direktwahl am 18. Februar 2018 wurde er mit einem Stimmenanteil von 87,77 % für weitere acht Jahre in seinem Amt bestätigt.